# 香川県農業協同組合
香川県農業協同組合（かがわけんのうぎょうきょうどうくみあい、英称：JA Kagawa ）は、香川県高松市に本部を置く農業協同組合である。略称はJA香川県。統一金融機関コードは8332。

## 概要
2000年（平成12年）4月1日、奈良県に次ぐ全県単一農協の実現を目指したが、信用事業を統括する香川県信用農業協同組合連合会（JA香川信連、JAバンク香川）と、香川県内の45農協のうち、香川豊南農業協同組合（JA香川豊南）・高松市農業協同組合（JA高松市）を除く43農協（東讃、大内、四国大川、志度町志度、大川北部、三木町、高松南部、香川、浅野、直島町、高松市中央、高松市太田、栗林、高松市西部、小豆島、香川池田、内海町、坂出市、林田、坂出、川津町、松山、王越、讃岐国分寺、綾歌南部、飯南、岡田、丸亀市、善通寺市、龍川、多度津町、琴平町、琴平町榎井、象郷、協栄、十郷、観音寺、詫間町、高瀬、香川麻、豊中、宝山、豊浜）が合併して発足した。ちなみに、香川県共済農業協同組合連合会（香川共済連）も、同日JA共済連と合併した（全47都道府県の共済連が一斉に合併）。
なお、全県単一農協としてはその後、沖縄県農業協同組合、島根県農業協同組合及び山口県農業協同組合が誕生している。また、香川県と同様に全県単一農協を目指したものの、一部の農協が参加しなかったところには、佐賀県農業協同組合や大分県農業協同組合、高知県農業協同組合や福井県農業協同組合、そして晴れの国岡山農業協同組合がある。
2001年10月には、香川県経済農業協同組合連合会（香川経済連）などの事業を包括承継。当初合併しなかったJA高松市は2003年（平成15年）に合併した。JA香川豊南はレタスを始めとする園芸農業が盛んであったため強力な収益力を背景に長年合併を拒み続けてきたが、2013年（平成25年）4月1日に合併した。
これにより奈良県（奈良県農業協同組合）、沖縄県（沖縄県農業協同組合）に続く全国3番目の県単一農協が誕生した（JA香川信連は、現在も別途存続しているが、ATMでの通帳・カードの相互利用は可能）。
当組合は、香川県の一部自治体（善通寺市・三豊市・綾川町・土庄町・小豆島町）の指定金融機関を請け負っている。